# Valentin Krautwald
Valentin Krautwald (Nachname auch Crautwald(t); latinisiert Valentinus Cratoaldus; * um 1490 unsicher in Krautenwalde im Fürstentum Neisse; † 5. September 1545 in Liegnitz, Herzogtum Liegnitz) war ein deutscher Theologe und Humanist.

## Leben
Die Angaben zu Krautwalds Herkunft und Geburtsjahr sind widersprüchlich. Jedenfalls besuchte er die Jakobi-Pfarrschule in Neisse, der Residenzstadt der Breslauer Bischöfe bzw. des Bistumslandes. Wegen seiner Begabung ermöglichte ihm Bischof Johannes V. Thurzo ein Studium an der Universität Krakau, wo er in den Matrikeln für das Jahr 1506 belegt ist. Neben Theologie und den Humaniora studierte er Griechisch und als einer der ersten Krakauer Studenten auch Hebräisch. Zudem galt sein Interesse der Mathematik und der Astronomie. Nach der Rückkehr nach Neisse wurde er 1509 zunächst Lehrer und bald Rektor an der Jakobi-Pfarrschule. Sie hatte während seiner Amtszeit den Ruf einer hervorragenden humanistischen Bildungsstätte.
1515 wurde Krautwald Sekretär der bischöflichen Kanzlei in Breslau sowie Kanoniker und Altarist am Breslauer Dom. 1516 verfasste er eine Vita des ersten Prager Erzbischofs Ernst von Pardubitz, der 1364 in der Glatzer Pfarrkirche Mariä Himmelfahrt seine letzte Ruhestätte fand. Als Quelle benutzte Krautwald u. a. die Chronik des Augustiner-Chorherrenstifts Glatz des aus Neisse stammenden Propstes Michael Czacheritz. Die Lebensbeschreibung, in der auch die Wunder beschrieben werden, die sich am Grab des Erzbischofs in der Glatzer Pfarrkirche ereignet haben sollen, sollte der Vorbereitung der Heiligsprechung des Erzbischofs dienen, die wegen der Hussitenkriege zum Erliegen gekommen war. Vermutlich wurde Krautwald mit dieser Aufgabe deshalb beauftragt, weil die Grafschaft Glatz seit ältesten Zeiten zum Erzbistum Prag gehörte und der Prager Bischofsstuhl von 1434 bis 1561 nicht besetzt war und das Erzbistum deshalb von Administratoren verwaltet wurde. Die lateinisch verfasste Schrift hat sich in einer einzigen Handschrift in der Vatikanischen Bibliothek erhalten. Sie wurde erst 1995 von der Historikerin Zdeňka Hledíková aufgefunden und 1997 mit tschechischer Übersetzung veröffentlicht.
In Breslau lernte Krautwald den von Bischof Johannes V. Thurzo geförderten Humanistenkreis kennen, dem u. a. Caspar Ursinus Velius und Johann Heß angehörten. Wie Johann Heß, dem er vermutlich schon während des Studiums in Krakau begegnet war, wandte sich auch Krautwald schon bald der Lehre der Reformation zu und konvertierte vermutlich nach dem Tod des Bischofs Thurzo 1520. In seinem Denken wurde er auch von Martin Luther, Philipp Melanchthon und Erasmus von Rotterdam beeinflusst, mit denen er korrespondierte. Zahlreiche Werke des Erasmus befanden sich in Krautwalds Bibliothek.
1523 wurde Krautwald von Herzog Friedrich II., der die Reformation in seinem Herzogtum Liegnitz einführte, als Lektor für Theologie an das Liegnitzer Johannesstift berufen, wo ihm auch ein Kanonikat übertragen wurde. In Liegnitz lernte er Kaspar Schwenckfeld und dessen Lehre kennen. 1526 wurde er, zusammen mit Valentin Trotzendorf, an die von Herzog Friedrich II. begründete protestantische Universität berufen, an der auch Lutheraner und Anhänger Ulrich Zwinglis. sowie kurzzeitig auch Johann Sigismund Werner lehrten. 1527 verfasste Krautwald mit Schwenckfeld ein Schreiben an den Breslauer Bischof Jakob von Salza, in dem sie die Unterweisung des Volkes in religiösen Fragen forderten. Wegen der religiösen Auseinandersetzung mit den Schwenckfeldianern wurde die Universität Liegnitz schon 1530 aufgelöst. Wie Schwenckfeld musste auch Krautwald bereits 1529 Liegnitz verlassen. In den nachfolgenden Jahren hielt er sich an verschiedenen Orten in Schlesien auf. Während dieser Zeit verfasste er zahlreiche theologische Schriften und wirkte daneben zeitweise auch als Dorfschullehrer. Nach einigen Jahren durfte er nach Liegnitz zurückkehren, wo er 1545 starb. Eine Kurzbiographie über Valentin Krautwald verfassten 1530 sein Neisser Schüler Johann Schweintzer und 1554 Schwenckfelds Sekretär Adam Reissner.

## Werke (Auswahl)
- In evangelium Matthaei annotata. Vorlesung über das Matthäusevangelium (1530). Herausgegeben unter den Auspizien der Schwenckfelder Kirche von Martin Rothkegel. 2022. (= Bibliotheca Dissidentium scripta et studia 10 = Corpus Schwenckfeldianorum Supplement Volume I). ISBN 978-3-87320-876-6
- Descripcio vite pii patris Arnesti, Pragensis ecclesie archiepiscopi primi, per Valentinum Crautvaldum[4], 1516. Erschienen 1997 mit tschechischer Übersetzung in: Zdeňka Hledíková, Jana Zachová: Život Arnošta z Pardubic podle Valentina Krautwalda [Das Leben des Ernst von Pardubitz, nach Valentin Krautwald]. Pardubice 1997, ISBN 80-86046-25-7
- Collatio et consensus verborum caenae Dominicae, de corpore et sanguine Christi, Straßburg 1529[5]
- Annotata in tria priora capita Geneseos, 1530[6]
- De Oratione Fidei Epistola, 1530
- De caena dominica et verbis caenae epistolae duae, Straßburg ca. 1530[7]
- Kurze gründtliche Bewerung: Das Christus gantz der ware natürliche Sun Gottes, unnd nicht ain Geschöpff oder Creatur sei, 1538
- Von der Widergeburt und Herkummen eines Christen Menschens - gründtliche außlegung des spruchs Christi Johannis am dritten Cap; Was auch das für ein wasser sey, darauß die kinder Gottes (von oben herab) geboren werden. Augsburg 1538[8]
- Ad Quaestiones D. Bonifacii Lycosthenis ... de vera ministioram electione ... epistola paraenetica, Straßburg 1538[9]
- Novus homo, 1545[10]
- Novus homo hoc est quo, quamque mirabili semine internus sive, Francofvrti, apvd Iacobvm de Zetter, 1620
- Der new Mensch, Augspurg Verlag Ulhart, 1543[11]
- Der Schwermer, Straßburg, 1544[12]
- De veteris depravati, novi item hominis conditione, 1545
- Von den Wercken Christi, Ulm, ca. 1546